# Comando forze repressione banditismo
Il Comando forze repressione banditismo (C.F.R.B.), fu un reparto interforze composto da appartenenti all'Arma dei Carabinieri e al corpo delle Guardie di Pubblica Sicurezza della Repubblica Italiana.
Istituito dal Ministero dell'Interno, ebbe il compito di reprimere il banditismo in Sicilia e catturare il capobanda Salvatore Giuliano.

## Storia
Fu creato il 26 agosto 1949, pochi giorni dopo la strage di Bellolampo dove morirono 7 carabinieri, e con la contemporanea soppressione dell'"Ispettorato generale di Pubblica sicurezza in Sicilia" che fino ad allora aveva guidato senza successo la lotta al separatismo e al banditismo, e che per ultimo era stato guidato dal gennaio 1948 dall'ispettore generale di P.S. Ciro Verdiani, che aveva sostituito Francesco Spanò, già collaboratore del prefetto Cesare Mori.
Al vertice del neo costituito comando fu posto il colonnello dei Carabinieri Ugo Luca, proveniente dal Servizio Informazioni Militare, e da pochi giorni in servizio all'Ispettorato. Aveva ai suoi ordini 27 ufficiali dei carabinieri e 16 della polizia, e 2000 uomini (1.500 carabinieri e 500 poliziotti). Capo di stato maggiore fu l'allora capitano dei carabinieri Carlo Alberto dalla Chiesa. Responsabile del nucleo informazioni il tenente colonnello Giacinto Paolantonio.
In pochi mesi effettuò 475 arresti e 25 conflitti a fuoco, e fu fatto il vuoto intorno a Giuliano, catturando diversi membri della banda e uccidendone sette.  Il 3 luglio 1950 a Castelvetrano uomini del corpo, al comando del capitano Antonio Perenze, dichiararono di aver ucciso il bandito. In realtà quella fu la versione ufficiale imposta dal Comando generale dell'Arma, perché Giuliano sarebbe stato ucciso nel sonno dal cugino e luogotenente Gaspare Pisciotta, che era informatore degli uomini del colonnello Luca. Luca fu promosso generale e il reparto sciolto.

## Perdite
Nel biennio di lotta al separatismo (1944-1945) e nei sei anni al banditismo in Sicilia (1944-1950) caddero in servizio:
- 4 militari dell'Esercito,
- 81 dell'Arma dei Carabinieri,
- 21 del Corpo delle Guardie di Pubblica Sicurezza[3]
- 1 del Corpo della Guardia di Finanza.[4]